# 옥수역 귀신
《옥수역 귀신》은 2023년에 개봉한 대한민국의 영화이다.

## 캐스팅

### 주연
- 김보라 : 나영 역
- 김재현 : 우원 역
- 신소율 : 태희 역

### 조연
- 김수진 : 모 대표 역
- 오진석 : 승준 역
- 김강일 : 염습사 역
- 박재한 : 태호 역
- 김광현 : 기관사 역
- 김나윤 : 중재위원 역
- 김균하 : 최 간사 역
- 김은민 : 썸머잇걸 역

### 그 외 출연진
- 유채련 : 직장 동료 1 역
- 한희택 : 직장 동료 2 역
- 조연호 : 어린 태호 역